# Johnny Comes Flying Home
Johnny Comes Flying Home è un film statunitense del 1946 diretto da Benjamin Stoloff.

## Trama
Tre piloti di aerei da caccia, Crane, Russell e Morgan, reduci della seconda guerra mondiale, mettono in piedi una società con un aereo da trasporto.

## Produzione
Il film, diretto da Benjamin Stoloff su una sceneggiatura di George Bricker e Jack Andrews con il soggetto di George Bricker, fu prodotto da Twentieth Century Fox Film Corporation

## Distribuzione
Il film fu distribuito negli Stati Uniti dal 5 aprile 1946 al cinema dalla Twentieth Century Fox.